# Назарян, Владимир Рубенович
Владимир Рубенович Назарян (арм. Վլադիմիր Ռուբենի Նազարյան, 10 мая 1932 — Ереван, 21 июня 2002) — армянский юрист и бывший генеральный прокурор Республики Армения.

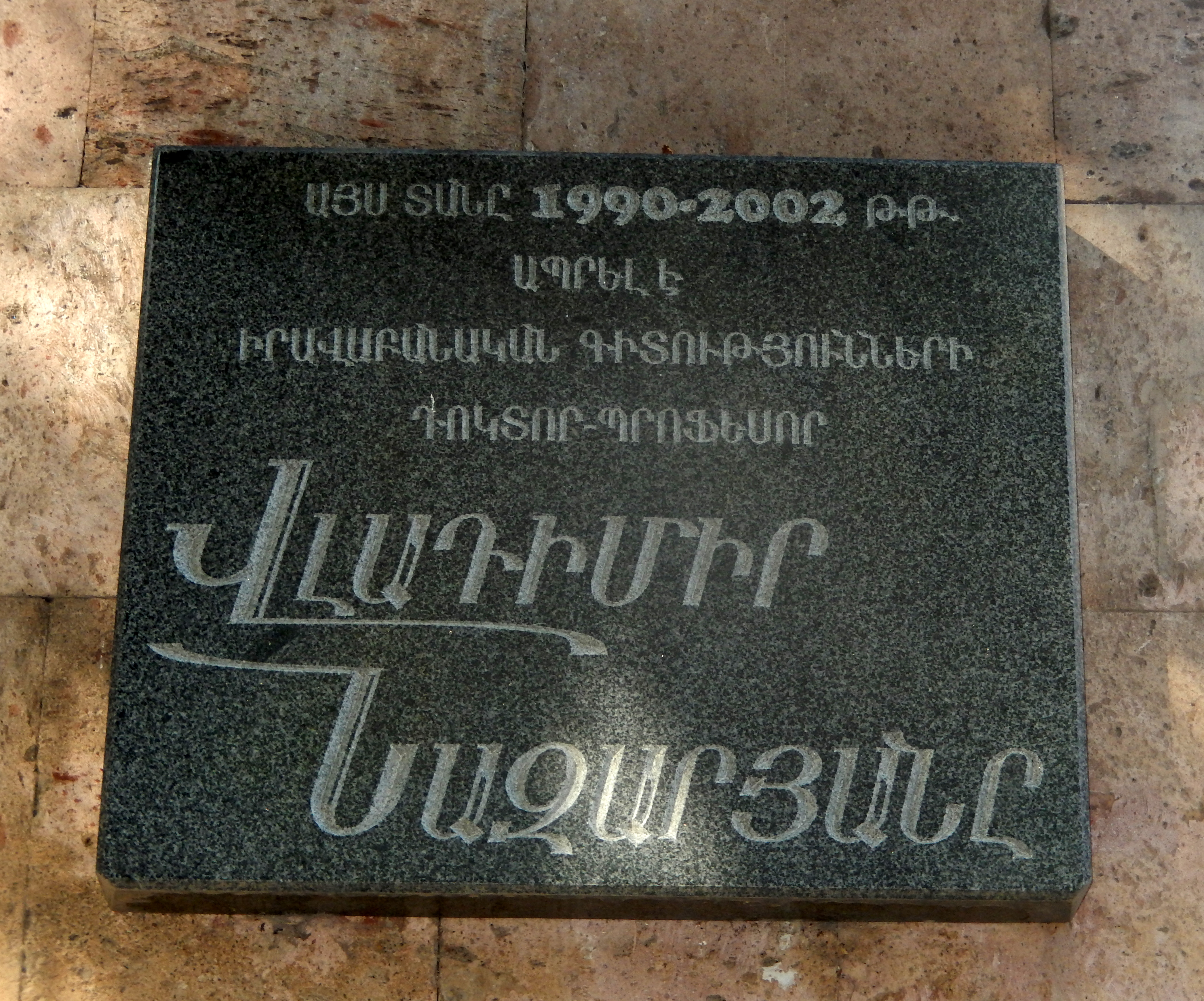

- 1950 — окончил среднюю школу г.Еревана.
- 1957 — юридический факультет Ереванского государственного университета.
- 1963 — Кандидат юридических наук.
- Работал на разных должностях в сфере юриспруденции.
- 1983—1988 — заведующий кафедрой международного права ЕГУ.
- 1988 — доктор юридических наук.
- 1988—1990 — был генеральным прокурором Армянской ССР.
- 1995—2001 — начальник юридического управления парламента Республики Армения.
- Автор действующей с 5 июля 1995 года Конституции Республики Армения.
- 21 июня 2002 — покончил жизнь самоубийством (повесился). Жил с дочерью, которая и обнаружила его повесившимся. Причины самоубийства неизвестны. На месте происшествия была обнаружена предсмертная записка.